# Vauvise
La Vauvise est une rivière française qui coule dans le département du Cher. C'est un affluent direct de la Loire en rive gauche.

## Géographie
La Vauvise naît sur le territoire de la commune de Nérondes. Dès sa naissance, elle adopte la direction du nord. Elle effectue cependant une large boucle vers l'est, peu après avoir traversé Villequiers. Mais, dès la traversée de Jussy-le-Chaudrier, elle reprend son orientation vers le nord, presque parallèlement à la Loire, tout en s'en rapprochant toujours plus. Elle finit par se jeter dans cette dernière en rive gauche à Saint-Thibault-sur-Loire, faubourg de Saint-Satur, au pied de la colline sancerroise.

## Communes traversées
La Vauvise traverse ou longe les communes suivantes, toutes situées dans le département du Cher :
- Nérondes, Laverdines, Chassy, Villequiers, Couy, Garigny, Précy, Jussy-le-Chaudrier, Sancergues, Saint-Martin-des-Champs, Herry, Feux, Saint-Bouize, Thauvenay, Ménétréol-sous-Sancerre, Sancerre et Saint-Satur.

## Affluents
- Le Ragnon
- Le Chaumasson
- La Chanteraine
- La Benelle
- Le Liseron
- Le Boisseau

## Hydrologie

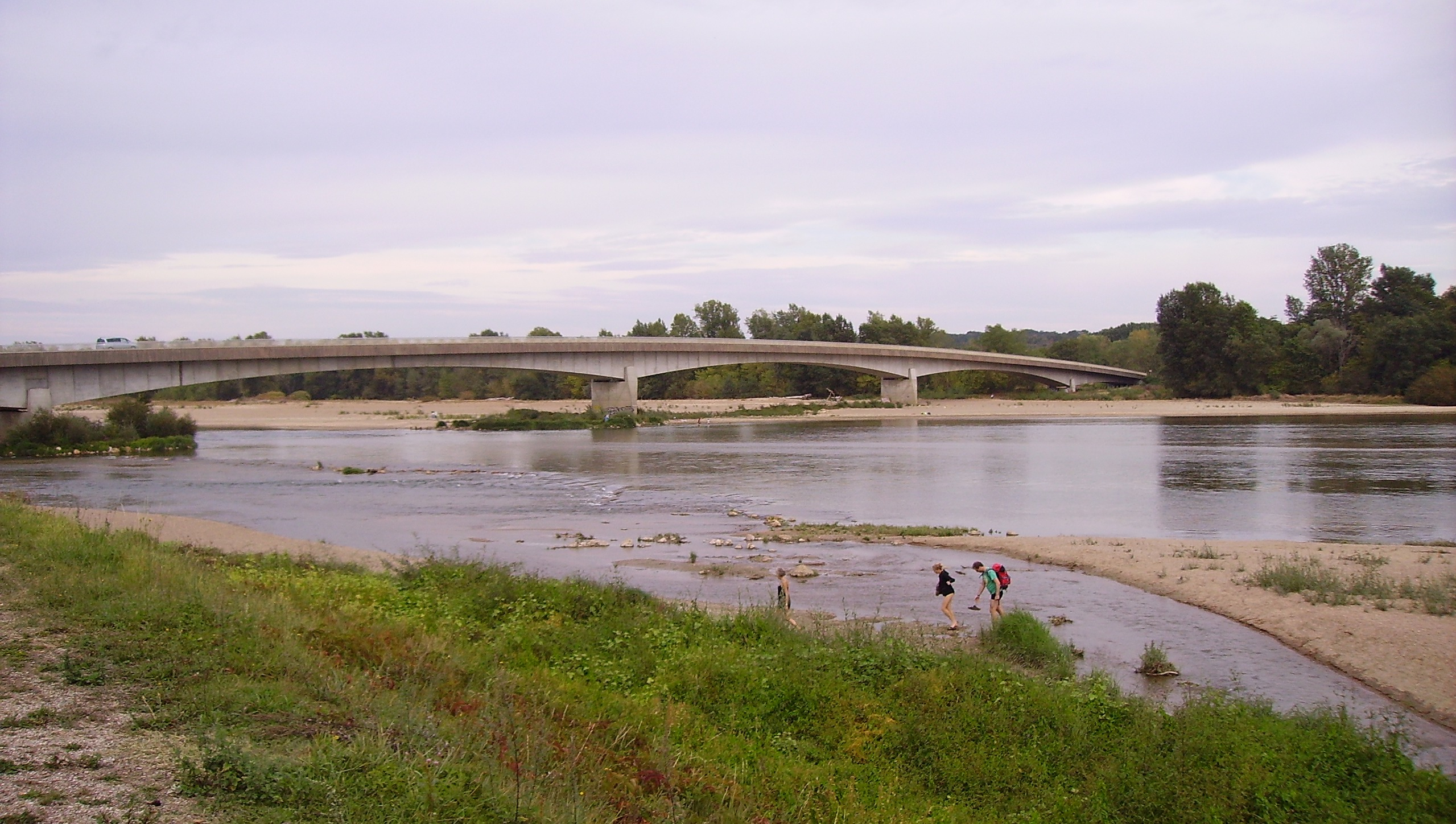
Le confluent à Saint-Thibault-sur-Loire.

La Vauvise est une rivière assez régulière, à l'instar de ses voisines de la région du Sancerrois berrichon et de l'est du département du Cher. Son débit a été observé durant une période de 11 ans (1997-2008), à Saint-Bouize, localité du département du Cher située peu avant son confluent avec la Loire. La surface étudiée est de 392 km2, soit la presque totalité du bassin versant de la rivière.
Le module de la rivière à Saint-Bouize est de 2,84 m3/s.
La Vauvise présente des fluctuations saisonnières de débit moyennement marquées, comme c'est souvent le cas dans le département du Cher. Les hautes eaux se déroulent en hiver et se caractérisent par des débits mensuels moyens allant de 3,60 à 5,92 m3/s, de décembre à avril inclus (avec un maximum en janvier-février-mars). À partir du mois de mai, le débit baisse rapidement jusqu'aux basses eaux d'été qui ont lieu de juillet à septembre inclus, entraînant une baisse du débit mensuel moyen jusqu'à 0,667 m3/s au mois de septembre. Mais ces moyennes mensuelles ne sont que des moyennes et cachent des fluctuations bien plus prononcées sur de courtes périodes ou selon les années.
Aux étiages, le VCN3 peut chuter jusque 0,095 m3/s, en cas de période quinquennale sèche, ce qui est moyennement sévère.
Les crues peuvent être assez importantes, compte tenu de la petitesse du bassin versant. La série des débits de crue instantanés calculés (les QIX) n'a pas été calculée à ce jour, étant donné la trop courte période d'observation.
Le débit instantané maximal enregistré à Saint-Bouize a été de 24,3 m3/s le 6 janvier 2003, tandis que la valeur journalière maximale était de 23,0 m3/s le même jour.
La Vauvise est une rivière moyennement abondante. La lame d'eau écoulée dans son bassin versant est de 230 millimètres annuellement, ce qui est certes inférieur à la moyenne d'ensemble de la France (320 millimètres) et à la moyenne du bassin de la Loire (plus ou moins 245 millimètres). C'est cependant largement supérieur au bassin du Loir par exemple (129 mm) ou encore du Cher (223 millimètres) et aussi de l'Indre (181 mm). Le débit spécifique (ou Qsp) atteint de ce fait le chiffre de 7,3 litres par seconde et par kilomètre carré de bassin.